# Jüdischer Friedhof (Herborn)

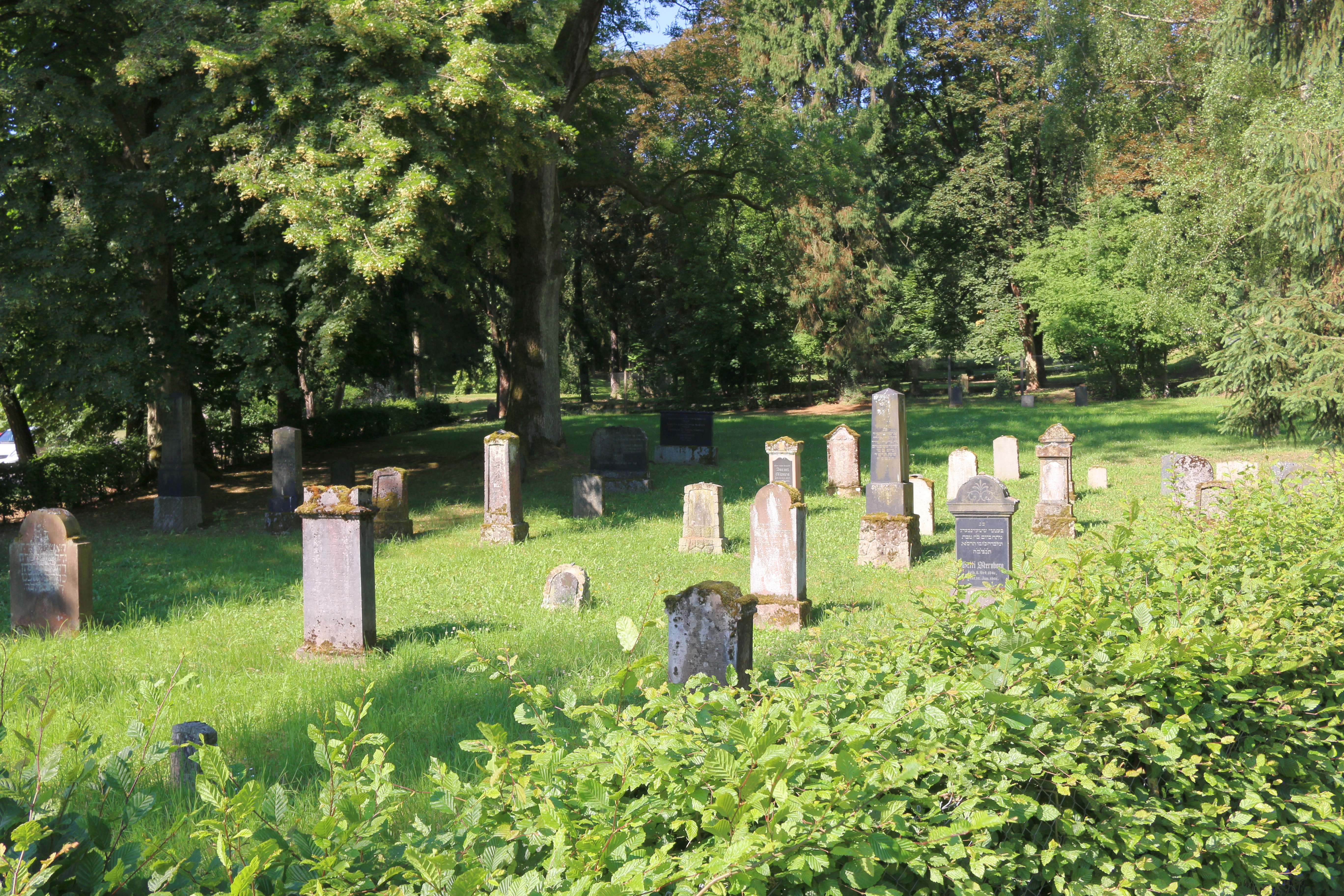
Jüdischer Friedhof Herborn

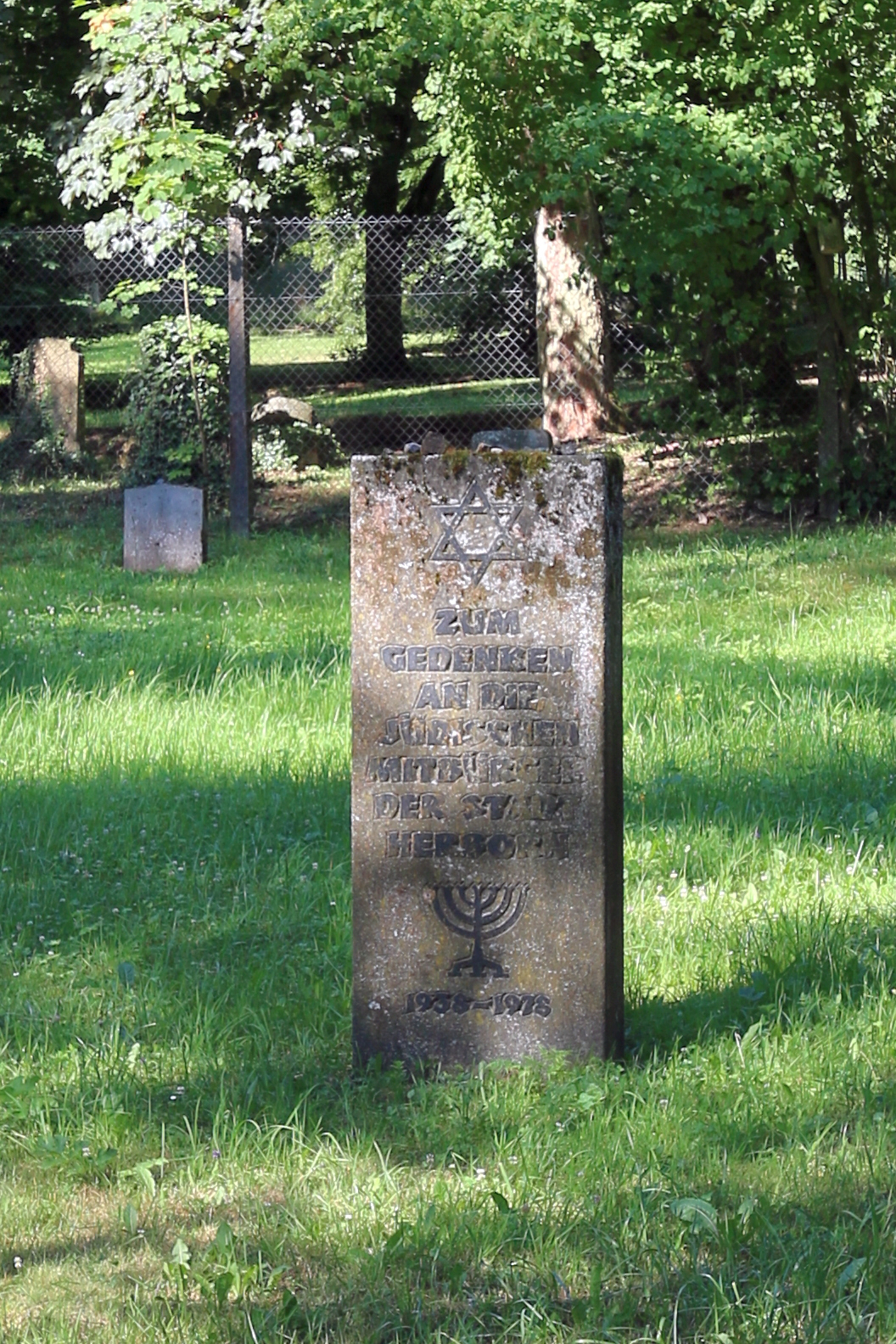
Gedenkstein

Der Jüdische Friedhof Herborn, in Herborn im Lahn-Dill-Kreis in Hessen, wurde vermutlich Anfang des 19. Jahrhunderts angelegt. Der jüdische Friedhof hat eine Fläche von 25,15 Ar und liegt im Süden der Stadt.

## Geschichte
Der Friedhof diente der Jüdischen Gemeinde Herborn als Begräbnisplatz und wurde 1879 erweitert. Die letzte bekannte Beisetzung fand 1940 statt (Sabine Reiss, geb. Katz). Auf dem Friedhof steht heute ein Gedenkstein mit der Inschrift „Zum Gedenken an die jüdischen Mitbürger der Stadt Herborn — 1938–1978“. Der Friedhof ist ein Kulturdenkmal aufgrund des Hessischen Denkmalschutzgesetzes.